# Talkeetna (rivière)
Pour les articles homonymes, voir Talkeetna.
La rivière Talkeetna est un cours d'eau d'Alaska, aux États-Unis situé dans le borough de Matanuska-Susitna. C'est un affluent de la rivière Susitna.

## Description
Longue de 85 milles (137 km), elle prend sa source au glacier Talkeetna, dans les montagnes Talkeetna et coule en direction du nord-ouest puis du sud-ouest pour se jeter dans la Rivière Susitna à Talkeetna.
Son nom indien a été référencé en 1898 par H. Eldridge et R. Muldrow de l'United States Geological Survey.

## Sources
- (en) « Talkeetna (rivière) », Geographic Names Information System